# کتاب‌شناسی جیمز کانلی
کتاب‌شناسی جیمز کانلی (به انگلیسی: James Connolly bibliography) فهرستی از آثار جیمز کانلی (۵ ژوئن ۱۸۶۸–۱۲ مهٔ ۱۹۱۶) است. او سوسیالیست و مبارز و فعال سیاسی ایرلندی بود. از بنیان‌گذاران حزب جمهوری‌خواه سوسیالیست ایرلند در سال ۱۸۹۶ بود. وی مدتی دبیر اول اتحادیهٔ کارگران عمومی و حمل و نقل بود. کانلی به سبب شرکت در قیام عید پاک در ۴۷ سالگی در دوبلینِ ایرلند اعدام شد.

## جزوه‌ها
- امید ارین – پایان و وسیله (۱۸۹۷)
- انجیل جدید - به زحمتکشان ایرلندی موعظه شد! (۱۹۰۱)
- کار در تاریخ ایرلند (۱۹۱۰)
- مذهب، کار و ملیت (۱۹۱۰)
- فتح مجدد ایرلند (۱۹۱۵)

## آهنگ‌ها
- شعار کار (۱۹۱۶)
- میانه‌رو باشید!

## مقالات
- سیاستمداران حزبی - نجیب، حقیر و محلی (۱۸۹۴)
- حزب جمهوریخواه سوسیالیست ایرلند (۱۸۹۶)
- سوسیالیسم و ناسیونالیسم (۱۸۹۷)
- میهن‌پرستی و کار (۱۸۹۷)
- سوسیالیسم و ناسیونالیسم ایرلندی (۱۸۹۷)
- جشن الماس ملکه ویکتوریا (۱۸۹۷)
- مسابقه مبارزه (۱۸۹۸)
- قانون اصلی روزنامه نگاران و میهن‌پرستی (۱۸۹۸)
- مردانی که به آنها احترام می‌گذاریم! (۱۸۹۸)
- نامه سرگشاده به قلعه دوبلین (۱۸۹۸)
- رانش‌های خانگی (۱۸۹۸)
- ریشه‌های جنگ مدرن (۱۸۹۸)
- نمایندگی کار (۱۸۹۸)
- مالکیت دهقانی و سوسیالیسم (۱۸۹۸)
- امپریالیسم بریتانیا و روسیه (جلد ۱) (۱۸۹۸)
- امپریالیسم بریتانیا و روسیه (جلد ۲) (۱۸۹۸)
- خودکشی و انقلاب (۱۸۹۸)
- مسئله زمین ایرلند (۱۸۹۸)
- ماشین آلات مستقل و جدید (۱۸۹۸)
- پارنلیسم و کار (۱۸۹۸)
- نامزد سوسیالیست برای شرکت دوبلین (۱۸۹۸)
- به ما اجازه دهید ایرلند را آزاد کنیم! (۱۸۹۹)
- ریشه گرفته شده! (۱۹۰۲)
- دربارهٔ دستمزد، ازدواج و کلیسا (۱۹۰۴)
- دستمزد و چیزهای دیگر (۱۹۰۴)
- مایکل داویت: متنی برای سخنرانی انقلابی (۱۹۰۸)
- سین فین، سوسیالیسم و ملت (۱۹۰۹)
- یک سیاست جدید کار (۱۹۱۰)